# 客風三刻
客風三刻（おたかぜさんこう、コーフォンサンコー）とは、麻雀におけるローカル役の1つ。役牌ではない3種の風牌を刻子または槓子にすると成立する。喰い下がりなしの2飜もしくは3飜。「客風三風」（コーフォンサンフォン）とも呼ばれる。

## 概要
通常の東南回しの半荘戦の場合、客風三刻をあがれるのは東場の東家か南場の南家だけである。例えば東場の西家の場合、役牌になる風牌は東と西であり、客風は南と北しかない。南と北の2種しか客風がないので、東場の西家には客風三刻は作れない。つまり客風三刻は、ダブ東やダブ南に該当するプレイヤーにしか作れない。東風戦であれば当然東場の東家にしか作れない。
3飜の役とする場合もあるが、高すぎるとの見方がある。

## 牌姿の例
（例）東場の東家/対々和との複合
ダブ東以外の風牌3つが刻子になっている。客風三刻+対々で親満。客風三刻を採用していないルール、つまり通常のルールでは、この手は対々のみの親3900点である。
（例）南場の南家/混一色との複合
ダブ南以外の風牌3つが刻子になっている。客風三刻+混一色で満貫。客風三刻を採用していないルール、つまり通常のルールでは、この手は混一のみのバカホン、子2600点である。

## 定義揺れ
親（東家）にのみ認められる役とする書籍もある。その場合は東場の東家が南・西・北を揃えたときのみ有効で、南場の南家が東・西・北を揃えても認められない。
また、親（東家）でさえあれば場風は関与しないとする書籍もある。その場合は東家が南・西・北を揃えれば場風とは複合せずに三飜として扱う。

## 三風刻・三風子
三風刻（サンフォンコー、さんぷうコー）とは、客風でなくとも3種の風牌で刻子を作った場合に付くローカルルールの役である。二飜。これを認める場合、客風三刻でなければ必然的に最低1種の刻子は役牌と重複するため、実質的には客風三刻と点数は同じになる。なお、中国のルールでは三風刻は正式な役として認められている。
（例）風牌3つが刻子になっていれば成立
現状ではのノベタンだが、一手変わりで小四喜になる。
三風子（サンフォンツ）は三風刻と条件が同じ役（事実上、三風刻の別名）である。田村光昭『麻雀初級脱出読本』によると、大三元に対する小三元の連想で、四喜和の下位役として作られた。書籍によっては単に三風と呼ぶものもある。